# Scopelophila infericola
Scopelophila infericola là một loài rêu trong họ Pottiaceae. Loài này được Hoe mô tả khoa học đầu tiên năm 1973.